# 황순민
황순민(黄順旻, 1990년 9월 14일 ~ )은 대한민국의 축구 선수로, 포지션은 왼쪽 윙어, 중앙 미드필더, 왼쪽 풀백이다.

## 클럽 경력
장훈고등학교에 재학 중이던 2007년 일본 가미무라 가쿠엔 고등학교로 유학을 간 후 일본고교축구선수권 대회에서 팀이 8강에 진출하는 이변을 일으키는 데 핵심적인 역할을 하며 대한민국과 일본 두 나라의 프로팀에게 관심을 받기 시작하였다.
2010년 내셔널리그 목포시청에 입단하여 23경기에 출전하였으며 이 활약을 바탕으로 내셔널리그 소속 선수로는 이례적으로 대한민국 U-23 대표팀에 선발되기도 하였다.
2011년 쇼난 벨마레로 이적하였으나 주전 자리를 점하지 못하고 2012 시즌을 앞둔 K리그 드래프트에 지원하여 대구 FC의 지명을 받고 대구에 입단하였다. 데뷔 시즌 11경기에 출전하였다. 2013 시즌을 앞두고 대구에 부임한 당성증 신임 감독은 가장 발전 가능성이 큰 어린 선수로 황순민을 꼽기도 하였다. 당성증 감독의 신임 아래 본격적으로 주전 미드필더로 활약하기 시작하였으며, 당성증 감독 사임 후에도 꾸준히 출전하였다. 2014 시즌을 앞두고 2008년 이근호 이후 6년 만에 한국 선수로는 처음으로 대구의 10번을 달게 됐다.
2015 시즌을 마치고 군 복무를 위해 상주 상무에 입대하였다가 2017년 9월 13일에 군 복무를 끝내고 대구로 복귀하였다.
2022 시즌을 앞두고 수원 FC에 입단했다.

## 수상

### 팀

#### 대구 FC
- FA컵 우승 : 2018